# Női pillantás
A Női pillantás (eredeti cím: Mirada de mujer) 1997 és 1998 között vetített mexikói teleregény, amelyet Bernardo Romero Pereiro és Jimena Romeroa alkotott. A főbb szerepekben Angélica Aragón, Ari Telch, Fernando Luján, Margarita Gralia és Evangelina Elizondo látható. Azteca Trece
Mexikóban 1997. július 28-án a Azteca Trece, Magyarországon 2005-ben a Zone Romantica mutatta be.

## Ismertető
27 év házasság után, Ignacio San Millán ügyvéd elhagyja feleségét, Maria Inés-t a nála 30 évvel fiatalabb Daniela-ért. María Inés a gyermekeivel marad, akik őt hibáztatják, amiért apjuk elhagyta a családját. Nemsokára azonban María Inés találkozik a nála 16 évvel fiatalabb  újságíróval, Alejandro Salas-szal, aki megadja a neki mindazt tiszteletet, amit megérdemel és azt a szerelmet, amire vágyik.

## Szereplők

### Főszereplők
| Színész               | Szerep                        | Megjegyzés                                                                       | Magyar hang         |
| --------------------- | ----------------------------- | -------------------------------------------------------------------------------- | ------------------- |
| Angélica Aragón       | María Inés Domínguez Sáenz    | Emilia Elena lánya; Andrés, Adriana és Mónica édesanyja                          | Fábián Enikő        |
| Ari Telch             | Alejandro Salas               | Újságíró                                                                         | Kiss Csaba          |
| Fernando Luján        | Ignacio San Millán            | Ügyvéd, Andrés, Adriana és Mónica édesapja                                       | Medgyesfalvy Sándor |
| Margarita Gralia      | Paulina Serracín              | María Inés barátnője                                                             | Molnár Júlia        |
| Evangelina Elizondo   | Elena Sáenz vda. de Domínguez | María Inés és Consuelo édesanyja                                                 | Márton Erzsébet     |
| Verónica Langer       | Rosario                       | Francisco felesége, María Inés és Paulina barátnője                              | Firtos Edit         |
| María Renée Prudencio | Adriana San Millán Domínguez  | Ügyvéd, María Inés és Ignacio lánya, Andrés és Mónica testvére, Nicolás felesége | Tóth Tünde          |
| Bárbara Mori          | Mónica San Millán Domínguez   | María Inés és Ignacio lánya, Adriana és Andrés testvére                          | Debelka Mária       |
| Plutarco Haza         | Andrés San Millán Domínguez   | Zeneszerző, María Inés és Ignacio fia, Adriana és Mónica testvére                | Hanyecz Róbert      |
| Olmo Araiza           | Álex Salas                    | Alejandro és Marina fia                                                          |                     |
| Álvaro Carcaño Jr.    | Nicolás Navarro               | Adriana vőlegénye, később a férje                                                | Szotyori József     |
| René Gatica           | Francisco                     | Rosario férje                                                                    | Dobos Imre          |
| Carmen Madrid         | Marcela Miranda               | Újságíró, Daniela barátnője                                                      |                     |
| Carlos Torres Torrija | Marcos                        |                                                                                  |                     |
| Paloma Woolrich       | Consuelo Domínguez Sáenz      | Emilia Elena lánya, María Teresa és Rafael édesanyja                             | Némethi Emese       |
| Martha Mariana Castro | Daniela López                 | Ügyvéd, Ignacio szeretője                                                        | Gajai Ágnes         |

### Mellékszereplők
| Színész          | Szerep   | Megjegyzés                           |
| ---------------- | -------- | ------------------------------------ |
| Muriel Fouilland | Ivana    | Andrés barátnője                     |
| Alma Rosa Añorve | Gloria   | Ignacio titkárnője                   |
| Víctor González  | Fernando | Andrés barátja                       |
| Guadalupe Noel   | Felisa   | Alejandro szomszédja                 |
| Dora Montero     | Elvia    | Cseléd a San Millán-házban           |
| Ana Graham       | Marina   | Alejandro exfelesége, Alex édesanyja |

## Mirada de mujer: El regreso
2003-ban mutatták be a Mirada de mujer: El regreso-t, amelyben folytatódik a Női pillantás szereplőinek története.

## Fordítás
- Ez a szócikk részben vagy egészben  a   Mirada de mujer című spanyol Wikipédia-szócikk fordításán alapul.  Az eredeti cikk szerkesztőit annak laptörténete sorolja fel. Ez a jelzés csupán a megfogalmazás eredetét és a szerzői jogokat jelzi, nem szolgál a cikkben szereplő információk forrásmegjelöléseként.